# Abandoned dancehall dreams
Abandoned dancehall dreams is een studioalbum van Tim Bowness. Liefhebbers van solowerk van deze artiest moesten tien jaar wachten op een nieuw album. Ondertussen werkte Bowness met allerlei artiesten en verschenen losse tracks op albums van deze of gene. Het album zou origineel worden opgenomen door de band van Bowness en Steven Wilson, No-man, maar Wilson had het te druk met andere werkzaamheden. Hij zou nog wel zorg dragen voor de mix. Opnamen voor dit nostalgisch aandoend album vonden verspreid over zes geluidsstudio’s plaats, van Londen tot Austin (Texas).

## Musici
- Tim Bowness – zang, toetsinstrumenten, waaronder mellotron
- Michael Bearpark – gitaar (1, 2, 3, 5, 7, 8)
- Pete Morgan – basgitaar (1, 7, 8)
- Pat Mastelotto – slagwerk (1, 2, 5)
- Stephen Bennett – toetsinstrumenten (2, 3, 4, 5, 7, 8)
- Stuart Laws – toetsinstrumenten (3), baspedalen, percussie
- Colin Edwin – basgitaar (2, 5, 6)
- Anna Phoebe – viool (2, 7)
- Steve Bingham – viool (3)
- Andrew Keeling – strijkarrangement uitgevoerd door Charlotte Dowdings vioolensemble (1, 4, 6, 7)
- Steven Wilson – drummachine (5), gitaar (8)
- Eliza Legzedina en Matt Ankers – achtergrondzang (5)
- Andrew Booker – slagwerk (7, 8)

## Muziek
| Nr. | Titel                                    | Duur |
| --- | ---------------------------------------- | ---- |
| 1.  | The warm-up man forever (Bowness)        | 4:06 |
| 2.  | Smiler at 50 (Bennett, Bowness)          | 8:29 |
| 3.  | Songs of distant summers (Bowness, Laws) | 5:02 |
| 4.  | Waterfoot (Bowness, Keeling)             | 4:14 |
| 5.  | Dancing for you (Bennett, Bowness)       | 5:59 |
| 6.  | Smiler at 52 (Bowness)                   | 4:05 |
| 7.  | I fought against the south (Bowness)     | 8:51 |
| 8.  | Beaten by love (Bowness)                 | 3:28 |

| Nr. | Titel                                      | wat                           | Duur |
| --- | ------------------------------------------ | ----------------------------- | ---- |
| 1.  | There were days (Bowness)                  | Grasscut mix van Smiler at 52 | 4:53 |
| 2.  | Sound of distant summers (Bowness, Laws)   | mix door Richard Barbieri     | 5:31 |
| 3.  | Singing for you (Bennett, Bowness)         | remix UXB van Dancing for you | 4:42 |
| 4.  | Abandoned dancehall dream (Bowness)        | outtake                       | 2:25 |
| 5.  | The sweetest bitter pill (Bowness)         | outtake                       | 3:51 |
| 6.  | The warm-up man forever (Bowness)          | versie voor band              | 4:15 |
| 7.  | Songs from distant summers (Bowness, Laws) | versie voor band 1            | 4:55 |
| 8.  | Songs from distant summers (Bowness, Laws) | versie voor band 2            | 3:59 |